# 이관희 (연출가)
이관희(1956년 1월 16일 ~ )는 대한민국의 프로듀서이다.

## 학력
- 선린상업고등학교
- 연세대학교 신문방송학과 학사

## 경력
- 1981년 : MBC 드라마본부 프로듀서
- 1995년 : 이관희프로덕션 대표
- 1999년 : 한국TV프로그램제작사협회 이사
- 2010년 : SBS 드라마본부 프로듀서

## 연출

### 드라마
- 1985년 MBC 농촌드라마 《전원일기》
- 1988년 MBC 주말드라마 《세 여인》
- 1989년 MBC 월화드라마 《잠들지 않는 나무》
- 1989년 MBC 월화드라마 《거인》
- 1990년 MBC 월화드라마 《어둔 하늘 어둔 새》
- 1991년 MBC 월화드라마 《이별의 시작》
- 1992년 MBC 월화드라마 《분노의 왕국》
- 1992년 MBC 월화드라마 《억새 바람》
- 1993년 MBC 수목드라마 《폭풍의 계절》
- 1994년 MBC 수목드라마 《아들의 여자》
- 1996년 MBC 월화드라마 《1.5》
- 1996년 MBC 주말드라마 《사랑한다면》
- 1998년 MBC 《육남매》
- 2000년 MBC 주간시트콤 《깁스가족》
- 2000년 MBC 주말드라마 《엄마야 누나야》
- 2002년 MBC 월화드라마 《위기의 남자》
- 2003년 SBS 주말 특별기획 《천년지애》
- 2004년 MBC 수목드라마 《황태자의 첫사랑》
- 2005년 SBS 주말극장 《그 여름의 태풍》
- 2008년 MBC 주말 특별기획 《내 여자》
- 2013년 JTBC 주말연속극 《맏이》

## 수상 경력
- 1992년 백상예술대상 작품상 (억새바람)
- 1985년 백상예술대상 작품상 (전원일기)